# Samarobriva
Samarobriva est le nom de la ville d'Amiens à l'époque gallo-romaine. À la suite des destructions de la Seconde Guerre mondiale, des fouilles archéologiques furent entreprises dans le centre-ville et de nombreux vestiges de la ville romaine furent mis au jour avant de procéder à la reconstruction de la ville. Samarobriva est, de ce fait, l'une des cités antiques les mieux connues de la Gaule belgique.

## Localisation
Le site sur lequel la ville romaine a été bâtie, correspond à une terrasse alluviale qui repose sur une nappe de silex et de craie allant jusqu'à 5 m d'épaisseur par endroit, recouverte par le lœss constitué de sédiments siliceux et calcaires.
Le site de Samarobriva est, en outre, celui d'une double confluence de la Somme et de l'Avre, en amont, de la Somme et de la Selle en aval de la ville.

## Toponymie
Le nom Samarobriva apparaît à trois reprises dans la Guerre des Gaules de Jules César et dans les lettres de Cicéron à son protégé Trebatius Testa, en 54 av. J.-C. Dans sa Géographie (rédigée entre 120 et 160) Ptolémée mentionne Samarobrioua ou Samarobriga selon les manuscrits qui nous sont parvenus. Sur la Table de Peutinger et l'Itinéraire d'Antonin Samarobriva est aussi mentionnée. Sur la Colonne milliaire de Tongres du début du IIIe siècle est gravé Samarabriva. Enfin, sur un petit autel découvert, rue des Jacobins à Amiens, à la fin du XIXe siècle, est gravé le nom de Samarobriva,.
Le toponyme Samarobriva signifierait, en gaulois, « Pont ou passage (gué) (briva) sur la Somme (Samara) » mais aucune trace épigraphique antique nommant le fleuve ne nous est parvenue. En outre, l'archéologie n'a pas révélé à ce jour de trace d'occupation gauloise du lieu.
Comme un peu partout en Gaule, le nom du peuple, les Ambiens, a fini par se substituer à celui de son chef-lieu Samarobriva (le -s final d'« Amiens » et de nombreuses autres villes s'explique par l'accusatif pluriel Ambianos, ou bien par l'ablatif-locatif pluriel Ambianis).

## Histoire
Le site d'Amiens fut occupé sur les terrasses fluviatiles dominant la Somme et l'Avre dès le Paléolithique inférieur (~500 000 ans).
Au moment de l'arrivée des Romains, la région était occupée de part et d'autre de la Somme par une tribu gauloise : les Ambiens depuis au moins le IIIe siècle av. J.-C.
On a retrouvé un monnayage apparu au début du IIIe siècle av. J.-C., inspiré des statères de Tarente, qui montre que les Ambiens étaient un peuple de commerçants.
Les fouilles archéologiques nombreuses, entreprises depuis le XIXe siècle et surtout depuis 1945, n'ont pas révélé jusqu'à présent l'existence d'un habitat gaulois sur le site d'Amiens.

### Naissance de la cité
Jules César fit entrer Samarobriva dans l'Histoire en citant ce lieu dans son ouvrage De Bello Gallico (La guerre des Gaules).

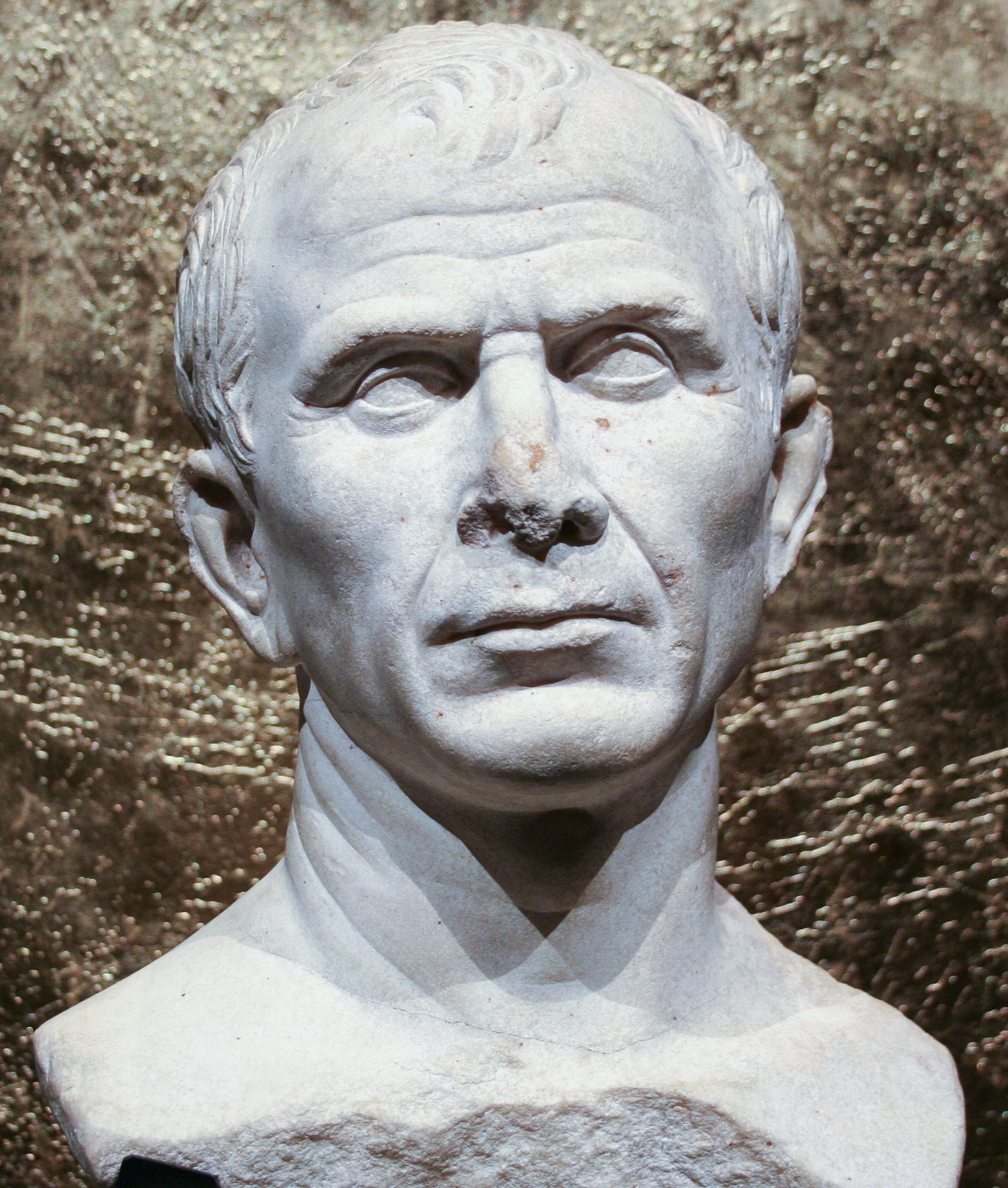
Buste supposé de Jules César retrouvé dans le Rhône à Arles, en 2007.

Il y explique qu'après sa première tentative de conquête de la Bretagne (l'actuelle Grande-Bretagne), il a pris ses quartiers d'hiver à Samarobriva de l'automne 54 av. J.-C. au printemps 53 av. J.-C.. Il y a convoqué deux fois un concilium Galliae (un conseil de représentants de tribus gauloises)

« [...] Quand il eut fait mettre les navires à sec et tenu à Samarobriva l'assemblée de la Gaule, comme la récolte de cette année avait été peu abondante à cause de la sécheresse, il fut obligé d'établir les quartiers d'hiver de l'armée autrement que les années précédentes, et de distribuer les légions dans diverses contrées.

« [...] César renvoya Caius Fabius dans ses quartiers avec sa légion, et résolut d'hiverner lui-même aux environs de Samarobriva avec trois légions dont il forma trois quartiers. Les grands mouvements qui avaient eu lieu dans la Gaule le déterminèrent à rester tout l'hiver près de l'armée. »

Une seconde source écrite mentionne Samarobriva. Pendant l’hiver 54-53, Cicéron écrivit à son jeune ami, Trebatius Testa, admis sur sa recommandation dans l’état-major de Jules César :
« On m'a dit que tu étais devenu épicurien. Ô merveilleux cantonnements ! Qu'aurais-tu fait si je t'avais envoyé à Tarente et non à Samarobriva ? »

César établit donc un camp militaire à Samarobriva qui perdura jusqu'aux premières années du règne d'Auguste. Selon toute vraisemblance, aux abords du ou des camps successifs, se développèrent des habitats civils gaulois, des canabae, ce qui incita sûrement les Romains à établir en ces lieux le chef-lieu de la cité des Ambiens. Mais l'existence d'un camp de légionnaire romain en ce lieu n'étant pas prouvé, il serait possible sinon probable que le camp en question fut situé plus à l'ouest sur un oppidum gaulois par exemple. »

Cependant, l'existence hypothétique d'un camp romain ne signifie pas fondation d'une ville. La Gaule belgique fut, selon Tite-Live, secouée par plusieurs révoltes : en 46 av. J.-C., une révolte éclata que le légat Decimus Junius Brutus Albinus aurait réprimée. Selon Dion Cassius, en 38 av. J.-C. de nouvelles révoltes éclatèrent en Gaule belgique. Octave, chargea Agrippa de rétablir l'ordre ; en 30 av. J.-C. les Morins et les Bellovaques voisins des Ambiens étaient encore soulevés. Auguste dut renoncer à son projet d'expédition en Bretagne, en 19 av. J.-C., Agrippa fut à nouveau chargé de rétablir l'ordre. Auguste vint en personne en Gaule en 16 av.. J.-C. Dans ces conditions, il n'était guère possible de construire une ville avant la fin du Ier siècle av. J.-C.. Les traces archéologiques sur l'existence d'un camp militaire sur le site de Samarobriva sont, de plus, lacunaires. Il semble plus probable que c'est la création du réseau routier en Gaule confiée en 19 av. J.-C. par Auguste à Agrippa qui fut déterminant dans la construction d'une ville romaine à Samarobriva. La conquête de la Bretagne à partir du milieu du Ier siècle permit l'essor de la ville.

### Développement de la cité sous le Haut-Empire

#### Une position de carrefour
Marcus Vipsanius Agrippa, gouverneur de la Gaule en 19-20 av.-C., sur les instructions d'Auguste, décida la construction d'un réseau de villes et voies romaines à partir de Lugdunum (Lyon), afin de contrôler et de romaniser des Gaulois.

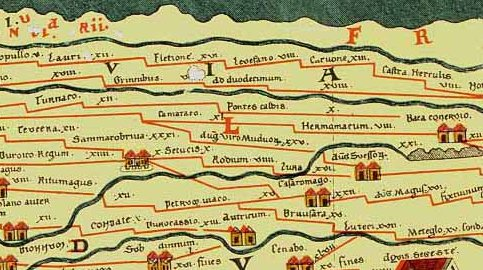
Extrait de la table de Peutinger où figure Samarobriva

Samarobriva fut construite sur le passage de la Via Agrippa de l'Océan qui reliait Lugdunum (Lyon) à Gesoriacum (Boulogne-sur-Mer), à l'endroit où elle franchissait la Somme. Samarobriu (Samarobriva Ambianorum) figure sur la Tabula Peutingeriana (table de Peutinger).
La ville primitive qui succéda au camp romain (dont on n'a pas retrouvé de vestiges à ce jour) fut construite selon un plan en damier caractéristique des villes antiques, les rues se coupant à angle droit pour former des insulae (îlots d'habitations). Un premier quadrillage datant du tout début du Ier siècle laisse apparaître le tracé de quatre decumani et de six cardines sur une superficie de 20 ha.
La ville, chef-lieu d'une civitas, se développa au Ier siècle alors que l'empereur Claude décidait de conquérir la Bretagne (Grande-Bretagne actuelle) jusqu'à atteindre une superficie de 200 ha et une population de 15 000 habitants environ.
La position de carrefour de Samarobriva fut renforcée par la construction de nouvelles routes en Gaule belgique :
- La Via Agrippa de l'Océan reliant Lugdunum (Lyon) à Gesoriacum (Boulogne-sur-Mer) traversait la ville en diagonale. Vers le nord, elle atteignait Gesoriacum en passant par Duroicoregum (Domqueur) et Pontes (Ponches-Estruval). Vers le sud, plusieurs tracés s'offraient aux voyageurs : par Rodium (Roiglise), Noviomagus (Noyon), Augusta Suessionum (Soissons), Durocortorum (Reims) et Andemantunnum (Langres) - important carrefour sur l'axe Lugdunum / Augusta Treverorum (Trèves) ; ou par Estrées-sur-Noye, Paillart, Saint-Just-en-Chaussée, Augustomagus (Senlis), Iatinum (Meaux), Agedincum (Sens), Autessiodurum (Auxerre), Augustodunum (Autun), pour les deux principaux[15].
- une voie reliait Samarobriva à Nemetacum (Arras) ;
- une voie la reliait à Camaracum (Cambrai) et Bagacum Nerviorum (Bavay) ;
- une voie la reliait à Augusta Viromanduorum (Saint-Quentin) ;
- une autre à Briga (Eu) ;
- une autre à Rotomagus (Rouen) ;
- une autre voie encore conduisait à Caesaromagus (Beauvais).

En plus de ces voies romaines, il convient de ne pas oublier le rôle important que joua la Somme, principal cours d'eau navigable au nord de la Seine drainant une partie du trafic avec la Bretagne et l'intérieur de la Gaule. Samarobriva, de plus se trouvait au centre d'un chevelu hydrographique qui permettait de faire converger des campagnes vers la ville par les affluents et sous-affluents du fleuve les marchandises sur une distance de 20 à 25 kilomètres.

#### Activités économiques
Samarobriva était indubitablement un carrefour commercial, un centre de redistribution pour les campagnes alentour. Le long du Fossé des Tanneurs ont été mis au jour des vestiges de quais ou de simples appontements renforcés par une double rangée pieux. Le trafic des pondéreux se faisait sur le fleuve, sur des barques à fond plat dont plusieurs exemplaires furent retrouvés dans les vallées de la Somme et de l'Ancre. Faute de document épigraphique ou iconographique (pas de trace de l'existence d'une corporation de Nautes comme à Lutèce par exemple), la perception de l'activité commerciale de Samarobriva reste lacunaire. Si l'essentiel du commerce se faisait à l'échelle de la civitas, le grand commerce a laissé de nombreuses traces à Amiens comme en témoignent le nombre important d'amphores retrouvées en provenance de différentes parties de l'empire d'où étaient acheminés du vin, de l'huile, des condiments, des épices, du poisson, de la saumure etc.
- Produits agricoles : les grands domaines ruraux envoyaient vers la ville, par voie fluviale essentiellement, des produits agricoles (céréales, bétail etc.) qui étaient de loin la part essentielle du commerce. Une ville de 15 000 habitants environ consommait entre 50 000 et 60 000 quintaux de céréales par an. Le bétail outre la viande fournissait le cuir, la laine, la corne et l'os matières premières pour l'artisanat[17].

- Céramique : Les amphores retrouvées, de différentes formes portent des inscriptions indiquant leur contenu et leur provenance. Le vin provenait de Bétique (Andalousie) ou de Gaule narbonnaise, l'huile provenait également de Bétique. La présence abondante d'objets en céramique sigillée (On compte 250 marques de potiers différentes) représente le quart de la vaisselle du milieu du Ier siècle retrouvé lors de fouilles. À la fin Ier siècle av. J.-C., la céramique sigillée provenait essentiellement des ateliers de La Muette (Lyon), au milieu du Ier siècle, elle provenait essentiellement de La Graufesenque et au IIe siècle de Lezoux.

- Verrerie : les verreries retrouvées à Amiens principalement dans les sarcophages de nécropoles sont composées de flacons, bocaux, verres à pied dont les plus beaux spécimens provenaient des ateliers de Cologne.

- Métallurgie : le travail du métal était présent à Samarobriva, les vestiges d'une forge furent retrouvés rue de Noyon, ce ne devait pas être la seule de la ville si l'on prend en compte l'importance et la diversité des objets en fer utilisés dans la construction (clous, tenons crampons, gonds, charnières, serrures, clés), dans la fabrication d'outils (serpe, faucille, pelle, hache, scie, burins, marteau, soc de charrue, couteau, sceau, chaîne, balance, hipposandale etc.). Le travail du bronze était également présent, on a retrouvé des statuettes de bronze, copies surmoulées à partir d'originaux comme le lare de Camon, une main votive, une statuette de Vénus inspirés vraisemblablement d'originaux de Durocortorum (Reims)[18]. Le travail du plomb était lui aussi présent, pour la fabrication et l'entretien des conduits, en plomb pour l’adduction d'eau. La découverte d'une trentaine de sarcophages en plomb à Amiens, Pont-de-Metz et Saleux, pose la question du lieu de leur fabrication, aucun atelier de fabrication local n'a été retrouvé à ce jour.

- Textile	: la production textile n'a pas laissé de trace jusqu'à présent excepté quelques pesons servant à tendre les fils de chaîne sur les métiers à tisser. L'Édit du Maximum de Dioclétien, du tout début du IVe siècle, atteste la fabrication de sagas (manteaux de laine) chez les Ambiens, mais aucun vestige de métier à tisser en bois n'a été retrouvé à ce jour[17]. Ces sagas étaient connus dans tout l'empire car ils équipaient vraisemblablement l'armée romaine.

#### Organisation politique de la cité
Nous sommes peu renseignés sur l'organisation politique et sociale de Samarobriva sous le Haut-Empire romain. La ville était le chef-lieu de la civitas des Ambiani, c'était une cité stipendiaire comme les cités voisines des Bellovaques, des Morins, des Atrébates, des Viromanduens. Elle était sous le contrôle du légat de l'empereur qui siégeait à Durocortorum (Reims), mais possédait une administration autonome. Le pouvoir était exercé par une assemblée de notables qui formaient l'ordre des décurions. Une inscription retrouvée dans un sanctuaire rural de Bois-l'Abbé dans la forêt d'Eu dépendant de la civitas des Ambiens : 

« LCERIALIVSRECTVS SACERDOSR [...] VIR Q PRA [...] CINIO [...] NVMINIBVS AVG PAGOCATVSLOV DEO [...] M CVM PROSCAENIO [...] DS [...] »

nous renseigne sur le cursus d'un notable amiénois du IIe siècle, Lucius Cerialus Rectus, il avait offert au sanctuaire un théâtre et il avait été successivement :
- préfet pour la répression du brigandage, puis,
- questeur, chargé des finances de la ville, ensuite,
- quattuorvir, c'est-à-dire, membre du collège des quatre magistrats suprêmes de la cité, et enfin,
- prêtre de Rome et d'Auguste, c'est-à-dire qu'il avait, soit présidé le culte impérial à Samarobriva, soit représenté la cité aux fêtes du sanctuaire des trois Gaules à Lugdunum (Lyon), ce qui constituait le couronnement d'une carrière locale et pouvait servir de tremplin pour une carrière dans l'administration impériale[19].

#### Religion, une multiplicité de divinités honorées
L'archéologie a révélé la présence à Samarobriva de cultes de diverses origines.
Les divinités pré-romaines :

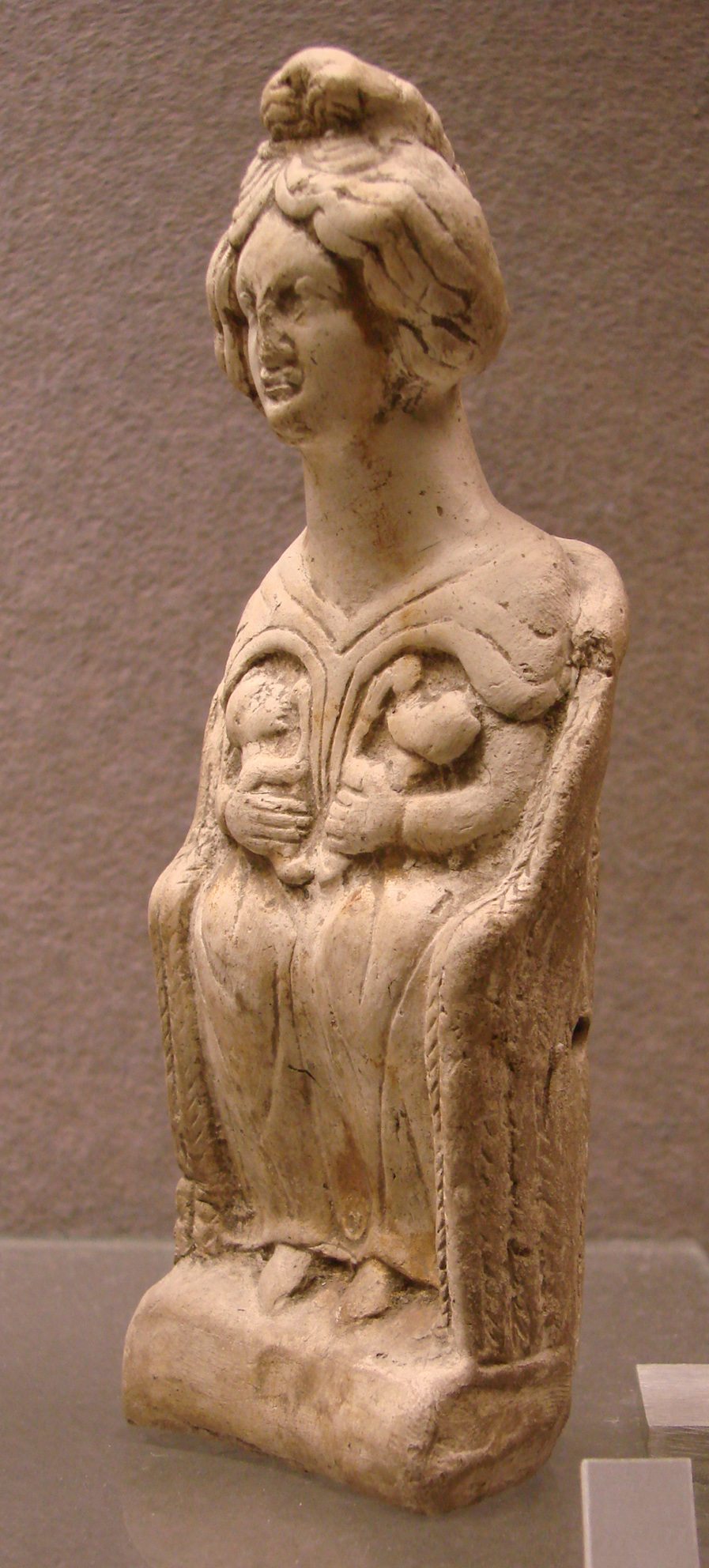
Déesse-mère

- Une inscription sur une pierre enchâssée dans le mur de l'église de l'abbaye de Saint-Acheul a été retrouvée au XVIIe siècle une dédicace à Apollon et à Veriugodumnus, divinité dont c'est la seule dédicace connue à ce jour qui daterait de la fin du IIe ou du IIIe siècle. La signification de l'association d'une divinité romaine et d'une divinité gauloise pose question Veriugodumnus était-il le pendant gaulois du dieu solaire romain ? Était-ce au contraire une divinité infernale opposée à Apollon ? Il apparaît que ce dieu gaulois avait résisté à l'assimilation aux divinités romaines après la conquête. Cette inscription datant de la fin du IIe siècle ou du IIIe siècle, est aujourd'hui conservée au Musée du Louvre.
- Une inscription sur une plaque de bronze découverte en 1800, dans le Fossé des Tanneurs, proviendrait du socle d'une statue du dieu Gesacus[n 4].
- Une statuette de bronze d'une divinité, retrouvée en 1847, dans le quartier Henriville, est semblable à celle conservée au Musée des Beaux-Arts et d'Archéologie de Besançon. Elle représente un jeune personnage assis qui a la particularité d'avoir l'oreille droite démesurée ressemblant à celle à une oreille de cervidé ou d'âne. Une hypothèse a rapproché cette statuette d'une divinité gauloise à l'oreille de cervidé au dieu Cernunnos, sans certitude.
- Le culte aux déesses-mères était semble-t-il prisé par les habitants de Samarobriva. On a retrouvé six stèles dédiées aux divinités de la fertilités et de l'abondance ainsi que de nombreux exemplaires de statues de terre cuite retrouvés dans les vestiges d'étals de marchands de poterie incendiés[20].
- Sur un petit autel domestique en pierre, de la première moitié du Ier siècle, retrouvé au XIXe siècle, figure une inscription « T.MESSIVS SAMAROBRIVA », signifiant que Titus Messius avait dédié cet autel domestique à Samarobriva, désignant ici non la ville mais la divinité tutélaire de la cité[n 5].

Les divinités gréco-romaines :
- Le culte de Rome et d'Auguste était présent à Samarobriva comme l'atteste une inscription retrouvée sur le site archéologique gallo-romain de Bois l'Abbé. Le temple situé à l'ouest de l'ancien forum en était vraisemblablement le siège.
- Plusieurs statuettes de bronze de Mercure, un ex-voto dédié à Mercure, une stèle funéraire montre la popularité du dieu du commerce, des voyageurs, des techniques et des arts à Samarobriva.
- Ont été également retrouvés un cippe de pierre aujourd'hui disparu représentait Silène, père de Bacchus ; un oscillum (disque de pierre) représentant le dieu Pan d'un côté, un monstre marin de l'autre, ex-voto ou offrande à l'occasion de fêtes bachiques ; des éléments de colonne portant des reliefs représentant Bacchus debout, surmonté de vigne.
- Des fragments de figurines de terre cuite représentant Vénus ont été retrouvés dans le quartier des marchands de poteries[21].
- La statuette en bronze du dieu Priape du Ier siècle[22], retrouvée en 1771 dans une tombe à Rivery près d'Amiens est un témoignage de culte domestique venant des Romains et pratiqué également par les Gaulois.

Les cultes orientaux :

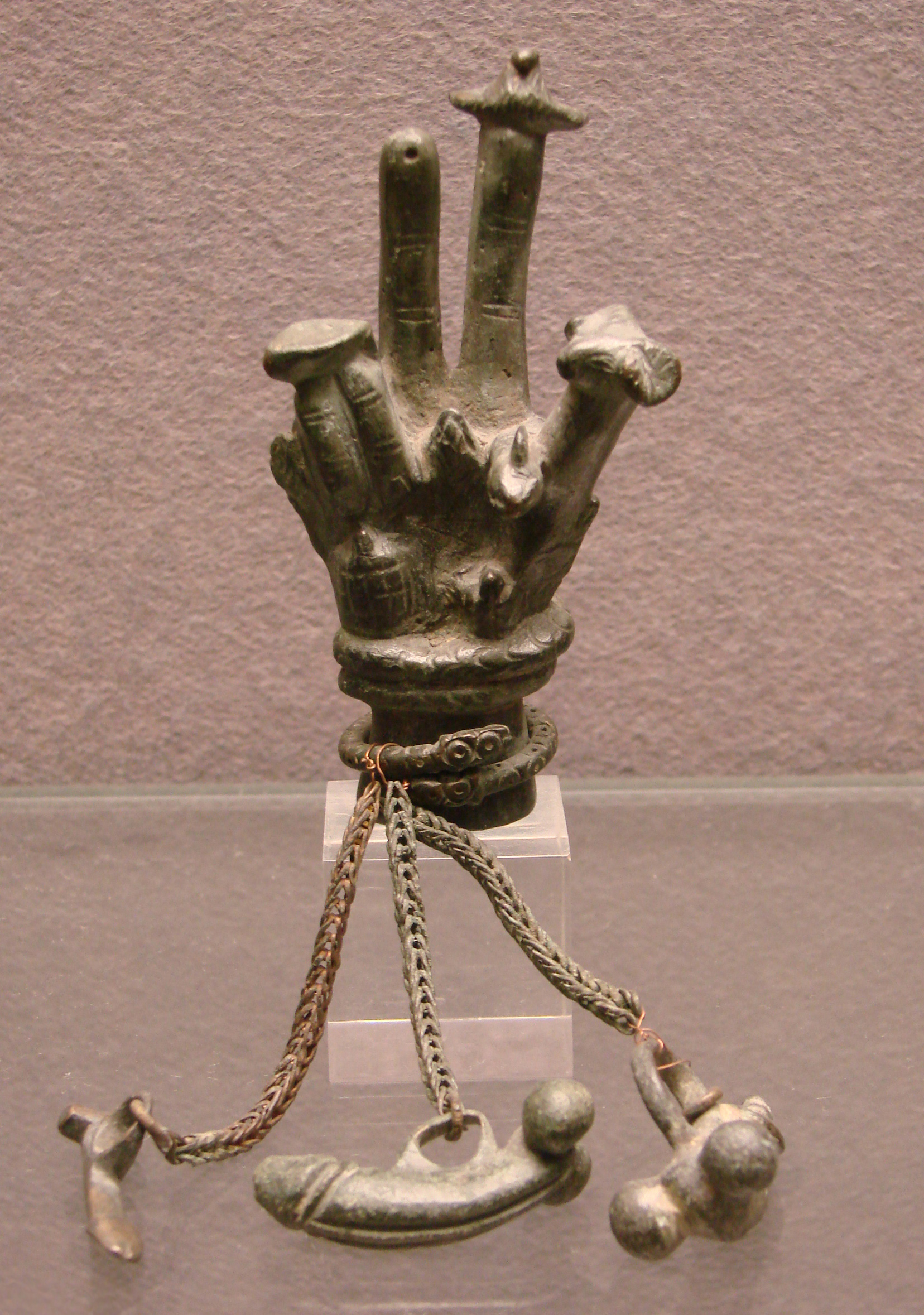

Les cultes orientaux se sont développés en Gaule belgique par l'intermédiaire des légionnaires romains se rendant en Bretagne.
- On a retrouvé au XIXe siècle un petit buste en bronze de Jupiter Ammon et en 1950, une main votive en bronze dédiée à Jupiter.
- Deux mains de bronze sabaziaques, une main votive[23], probablement funéraire et une statuette de Jupiter Sabazios ont été également retrouvés[n 6].
- Dans un puits remblayé au milieu du IIIe siècle, furent retrouvés lors des travaux de construction de la gare routière (fin XXe siècle), des éléments d'un groupe sculpté : fragments de jarrets de taureau, un serpent enroulé autour d'une forme cylindre qui atteste la présence d'un culte à Mythra qui était le propre de militaires plus que de commerçants. Ces vestiges concernant les cultes orientaux sont précieux car rares en Gaule du nord[24].

### SamarobrivadevientAmbianorum
À la charnière des IIIe et IVe siècles, Samarobriva prit le nom d'Ambianorum (Amiens). Comme la plupart des cités de la Gaule romaine, elle prit le nom du peuple gaulois qui la peuplait. L'usage du nom Samarobriva perdura jusqu'au début du IVe siècle comme le montre la borne miliaire retrouvée à Longueau.

#### Déclin de la cité au Bas-Empire

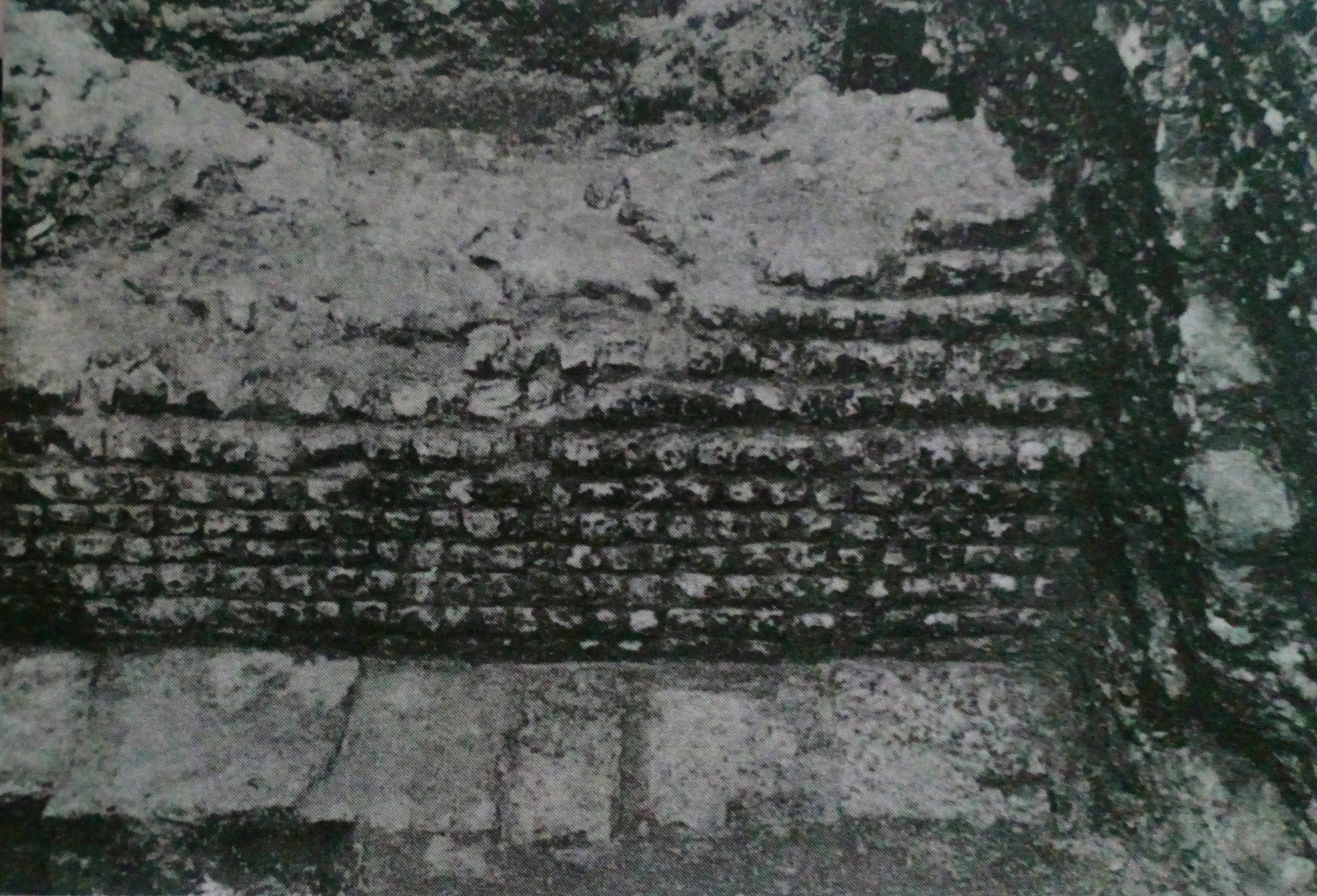
Vestiges du rempart du Bas-Empire

Les fouilles archéologiques ont permis de conclure que vers 260, Samarobriva avait perdu la moitié de sa population. La ville et les campagnes voisines subirent plusieurs raids de marins saxons et francs comme en témoignent les trésors monétaires mis au jour.
Samarobriva fut à nouveau détruite par les invasions de Francs et d'Alamans en 275-276. La superficie de la ville se réduisit à 30 ha (puis à 20), sa population à 2 ou 3 000 habitants. À la fin du IIIe siècle, la cité se réorganisa et s'entoura d'un rempart qui la protégeait, reprenant le tracé du premier quadrillage, avec des murs de 10 m de haut et de 3,68 m d'épaisseur. L'amphithéâtre fut transformé en castellum.
En 2006, lors de la construction d'immeubles dans la zone d'aménagement concerté (ZAC) Cathédrale, des fouilles ont permis d'étudier une portion du rempart dressé entre 276 et le début du IVe siècle, à Samarobriva.

#### La ville fortifiée
Pendant le Haut-Empire, Samarobriva fut une ville étape pour les militaires ou les fonctionnaires se rendant ou venant de Bretagne. À partir du milieu du IIIe siècle, les incursions franques et saxonnes par mer et sur terre obligèrent les empereurs à réorganiser la défense des frontières. La menace extérieure entraîna l'enfouissement de trésors monétaires que l'archéologie a mis au jour. Les campagnes et les villes de Gaule belgique furent pillées et parfois détruites. Ambianurum a-t-elle été détruite ? L'archéologie ne peut pas l'attester mais la superficie de la ville diminua.
Au IVe siècle, la ville renforça son rôle militaire, Ammien Marcellin la qualifia de « ville éminente entre toutes ». Ambianurum entra dans le système de défense en profondeur des frontières préconisé par Constantin et devint une ville de garnison.
La Notitia dignitatum (Notice des dignités, sorte d'annuaire administratif de la fin du IVe siècle) nous indique qu'un corps de cataphractaires (cavalerie cuirassée) fut formé à Amiens au début du IVe siècle puis envoyé en Thrace à la fin du IVe siècle. Un corps d'auxiliaires barbares, des Sarmates, fut réparti entre les Rèmes et les Ambiens, leur préfet siégeait à Amiens. Les objets issus de fouilles archéologiques révèlent la présence de Germains à Amiens. Au IVe siècle, il existait à Ambianorum une fabrique impériale d'armes spatharia (épée de cavalerie) et de boucliers (scutaria). La présence d'une garnison, la fabrique d'armes et la fabrique de manteau redynamisèrent l'économie locale.
C'est dans ce cadre que le christianisme fit son apparition fin IIIe siècle / début IVe siècle.

#### La Charité de Saint Martin

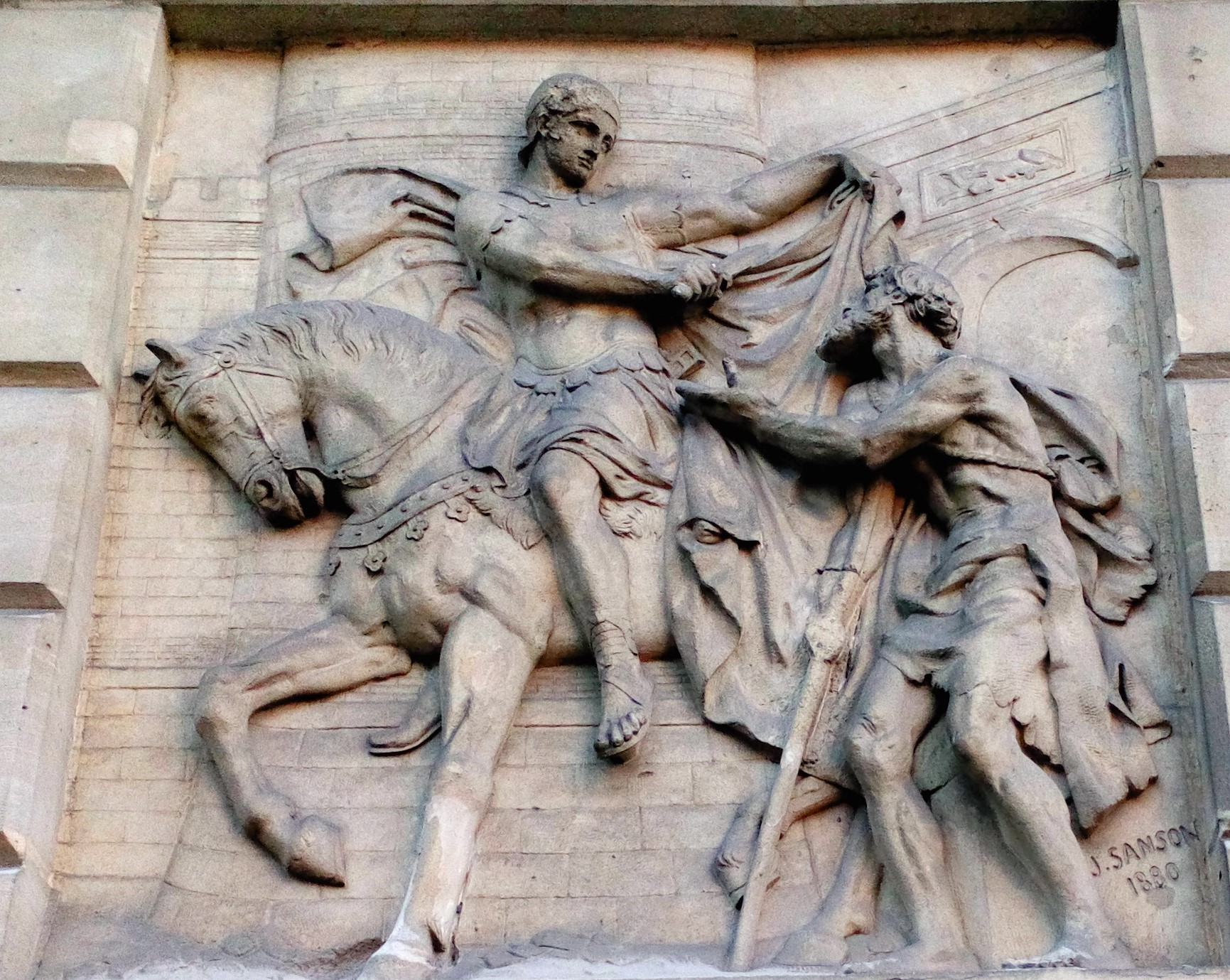
Relief de la Charité de saint Martin (palais de justice d'Amiens)

L'épisode le plus célèbre de l'histoire d'Amiens au Bas-Empire romain est sans nul doute celui de « La Charité de saint Martin » qui nous est connu par le récit d'un contemporain qui côtoya le saint personnage.
Selon Sulpice-Sévère, son biographe, Martin de Tours, légionnaire romain en garnison à Amiens en 334 ou 354, rencontra, à une des portes de la ville, un pauvre dénudé, grelottant de froid, implorant en vain les passants. Martin ému, coupa sa chlamyde en deux et en donna une moitié au mendiant sous les quolibets des passants. La nuit suivante, le Christ apparut en songe à Martin qui se convertit peu après au christianisme. Sa conversion se fit-elle à Amiens? C'est probable. Il aurait alors existé une communauté chrétienne dans la ville ce qui n'est pas impossible, le premier évêque d'Amiens, historiquement attesté, est un certain Euloge d'Amiens qui aurait participé au pseudo-concile de Cologne, en mai 346.

#### Firmin, premier évêque d'Amiens?
La tradition catholique fait de Firmin le Martyr, le premier évêque d'Amiens. Il serait venu de Pampelune en Espagne, en passant par Toulouse - où Honorat de Toulouse, évêque de la ville, l'aurait ordonné prêtre puis sacré évêque - Angers puis Beauvais, à Amiens où il aurait reçu l'hospitalité du sénateur Faustinien. Le gouverneur romain, Sebastianus, l'aurait fait emprisonner puis décapiter, le 25 septembre 303, dans l'amphithéâtre transformé en forteresse. Faustinien aurait ensuite récupéré la dépouille de Firmin et l'aurait faite inhumer à Abladène (aujourd'hui quartier Saint-Acheul). Le fils de Faustinien prénommé, lui aussi, Firmin aurait continué l’œuvre du premier évêque d'Amiens. Cependant la seule source mentionnant cet épisode, la Vita de Saint Firmin en trois parties Passion, Invention et Actes, n'est qu'une compilation d'autres ouvrages sans grande originalité. On ne sait donc rien de certain sur le personnage de Firmin.

#### Le séjour d'Empereurs àAmbianorum

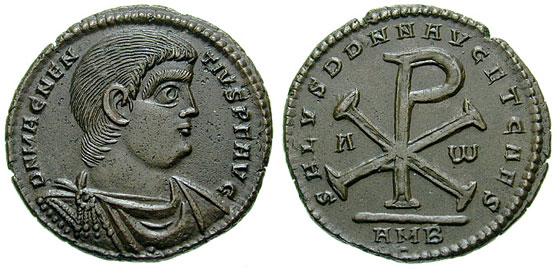
Monnaie de Magnence frappée à Ambianorum en 353.

En 350, un général romain d'origine barbare, Magnence, né à Amiens en 303, se souleva contre les trois fils de Constantin Ier, Constantin II, Constant Ier et Constance II. Proclamé Auguste par la troupe, il fut reconnu empereur par la plupart des provinces occidentales de l'Empire. Il créa à Amiens un atelier monétaire en 350. Battu militairement, Magnence mourut à Lyon en 353. Sur les monnaies de Magnence, l'inscription AMBI (pour Ambianurum) est la première mention du changement de nom de la ville qui nous soit parvenue.
Au cours du IVe siècle, l'empereur romain aux prises avec les incursions barbares dut se déplacer, avec son administration, là où la situation militaire le demandait. En 367, Valentinien Ier s'installa à Amiens et y fit acclamer Auguste, son fils Gratien.
Progressivement, les élites municipales délaissèrent la ville et se réfugièrent dans leur villae à la campagne. La ville cependant resta dépositaire de la culture classique que le christianisme reprit en héritage.

#### De la fin de la domination romaine à la conquête franque
La situation aux frontières se dégrada dans tout l'empire, les empereurs furent contraints de rappeler des troupes de la Gaule pour protéger l'Italie et en 406, la poussée barbare sur le Rhin fit céder les défenses romaines. Néanmoins, le débarquement à Bononia (Boulogne-sur-Mer) des légions de Bretagne commandées par Constantin III permit de renforcer la défense de la Gaule du nord. Il est probable que c'est à ce moment que fut créée une fabrique d'armes à Ambianorum qui aurait perduré jusqu'au milieu du Ve siècle. La défense de la Belgique seconde fut confié aux fédérés francs. Mais, selon Grégoire de Tours, le chef franc Clodion, s'empara de Camaracum et marcha jusqu'à la Somme. Ambianorum fut alors intégrée au royaume romain d'Aegidius et de Syagrius qui fut conquis par Clovis après la Bataille de Soissons en 486.

## Urbanisme et architecture de la ville antique
Samarobriva, en plus d'être un centre commercial important, était un centre de diffusion de la romanisation comme en témoigne son urbanisme et ses monuments. La ville subit deux grands incendies révélés par l'archéologie : le premier vers 80-95, le second vers 160-180 et fut à chaque fois reconstruite.

### Un plan hippodaméen
L'organisation urbanistique de la ville s'effectuait à partir d"un quadrillage de voies se croisant à angle droit. Les fouilles archéologiques ont permis de repérer deux quadrillages distincts. Un premier quadrillage primitif, élaboré vraisemblablement sous le règne d'Auguste, formé d'insulae rectangulaires et plus réduites que le second quadrillage, à sa périphérie formé d' insualae carrées et de taille plus grandes. On a repéré sur le plan initial quatre axes est-ouest (décumanus) à partir du cours de la Somme. Sept axes nord-sud (cardo) dont les traces repérées sont plus ténues coupaient les decumani à angle droit, la via Agrippa venant traverser la ville en diagonale venant du sud-est et allant vers le nord-ouest. L'unité de mesure utilisé par les bâtisseurs de ce premier quadrillage était de le pied de Drusus (0,333 m).
Pour le second quadrillage, l'unité de mesure utilisée était le pied monetalis (0,296 m). Les traces de ce second quadrillage nous sont mieux connues, il venait prolonger le premier quadrillage et débordait, vers le sud et l'est, la ligne des actuels boulevards intérieurs et, vers le nord, le cours de la Somme.

### Les voies urbaines
Les voies urbaines avaient une chaussée composée de silex damé de sable et de craie, leur largeur variait de 4,50 à 6 m. On a constaté que le viaire avait connu plusieurs rehaussements allant parfois jusque 50 cm. Le sol urbain a été ainsi rehaussé, de 3 m en moyenne, à la suite de destructions liées à des incendies le plus souvent. La chaussée urbaine était bombée ce qui permettait l'écoulement des eaux de pluie sur les côtés où étaient aménagés des caniveaux, fossés de 43 cm de large sur 6 cm de profondeur, avec parement de bois au fond et sur les côtés ; il est probable que les caniveaux qui recevaient en outre les eaux usées, étaient recouverts de planches de bois. Aux carrefours, des conduits souterrains permettaient le passage des égouts sous les chaussées.
La largeur des rues du second quadrillage était de 14,70 m environ (de 7 à 9 m pour le premier quadrillage). La largeur étendue des rues isolant les insulae les unes des autres était le meilleur moyen, à l'époque, de lutte contre la propagation des incendies,.
Les travaux de construction de la faculté de droit en 1994 ont permis de mettre au jour de vestiges d'un pont permettant de franchir l'Avre.

### Principaux monuments
Les fouilles archéologiques effectuées lors de travaux d'urbanisme ont mis au jour plusieurs monuments de la ville romaine parmi lesquels :

#### Le forum

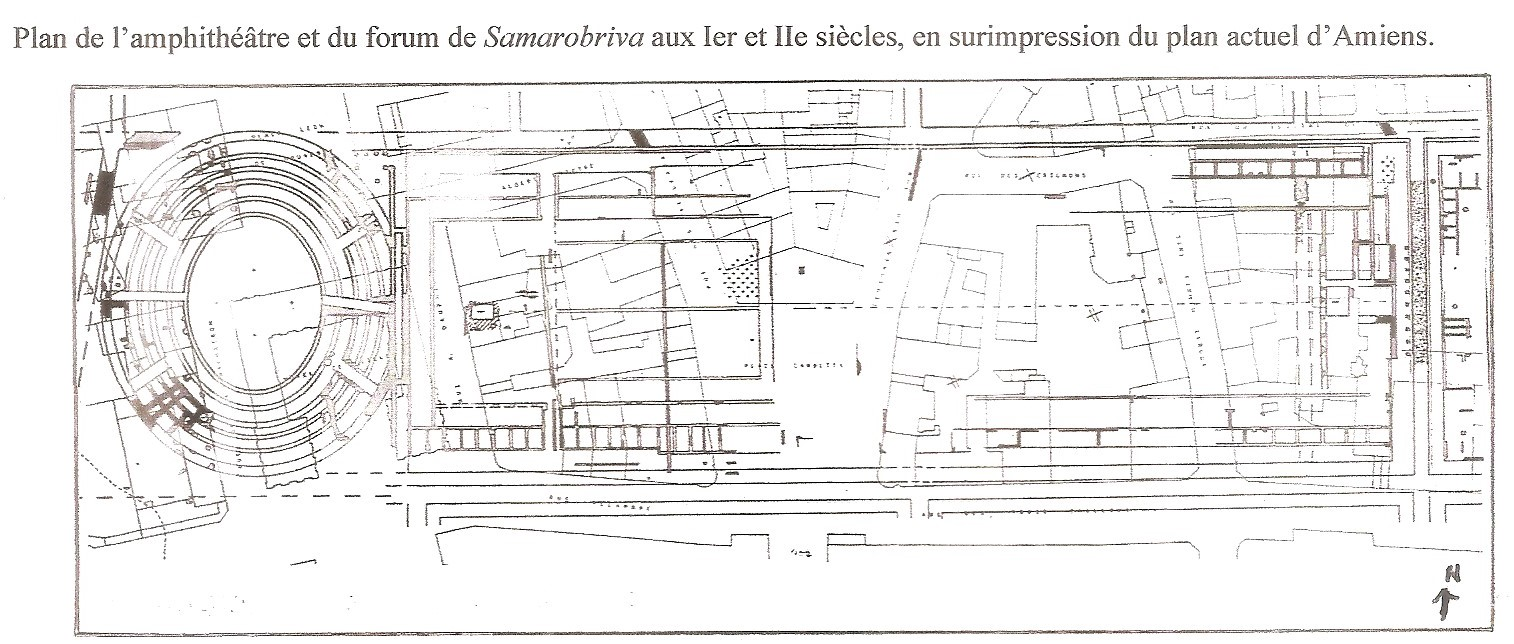

Le forum romain de Samarobriva était situé entre l'aile est de l'actuel Hôtel de ville d'Amiens et le Logis du Roi. C'était le centre politique, économique et religieux de la cité. Il occupait un emplacement équivalent à deux insulae, long de 320 m et large de 125 m. Sa construction s'est effectuée en plusieurs étapes. Un premier forum fut construit au début du Ier siècle et qui fut détruit par un incendie au milieu du Ier siècle. Il était composé de bâtiments de bois et de torchis. Le forum fut reconstruit avec des bâtiments en pierre dans la seconde moitié du Ier siècle. Un nouvel incendie amena une restauration et une transformation du forum. Dans la seconde moitié il fut en partie arasé et reconstruit et connut une restauration dans la première moitié du IIIe siècle.
Il s'agissait d'un forum double (deux insulae) fermé par un portique intérieur et par un portique extérieur donnant accès à des boutiques. Le forum était divisé par un bâtiment central de grande dimension vraisemblablement une basilique perpendiculaire à l'axe du forum dont les fondations ont été mises au jour sous l'actuelle place Gambetta. Les deux parties du forum étaient d'inégale dimension, la partie est plus vaste était percée de trois entrées : une entrée monumentale à l'est et une entrée au nord et au sud. Dans la partie ouest, ont été mises au jour les fondations d'un podium de temple situé près du mur fermant le forum à l'ouest. Cette partie communiquait par deux entrées l'une au nord, l'autre sud, avec le reste de la ville. Les fouilles archéologiques ont permis de mettre au jour des vestiges d'escalier menant au premier étage.

#### Temple
Les seuls vestiges de temple romain mis au jour à Amiens sont ceux du temple du forum. Selon toute vraisemblance, ce temple était dédié au culte de Rome et d'Auguste mais aucune inscription ne permet de confirmer cette hypothèse. Un chapiteau d'ordre ionique du IIe siècle provenant ce temple a été retrouvé au XIXe siècle.
Les fouilles archéologiques ont permis de retrouver à Amiens des éléments de statuaire représentant des divinités : Vénus, déesse mère, Mercure, Bacchus, Jupiter, Mithra (fragments sculptés représentant la jambe d'un Cronos mithriaque mis au jour), Sabazios...

#### L'amphithéâtre

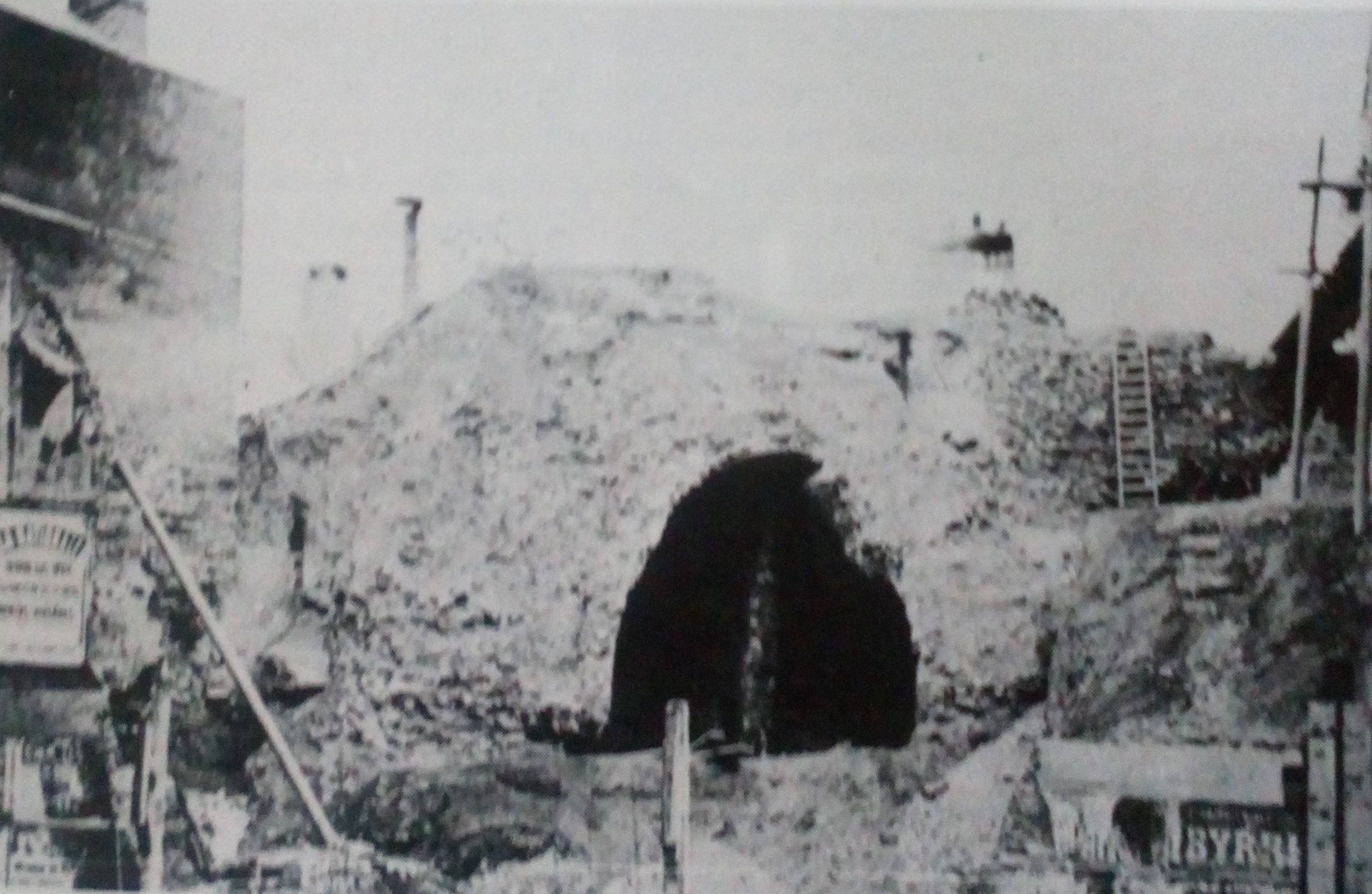
Arcade de l'amphithéâtre avant sa démolition en 1900

Des vestiges de l'amphithéâtre de Samarobriva furent mis au jour en 1900, lors de l'agrandissement de l'hôtel de ville. La cavea de forme ovale mesurait 113 x 95 m, sa superficie était de 7 700 m2. L'espace laissé aux gradins permet d'estimer sa capacité d'accueil entre 12 000 et 15 000 spectateurs (soit l'équivalent de la population de la ville). Construit au début du Ier siècle. Sa localisation au centre de l'agglomération est tout à fait inhabituelle pour une ville romaine est à rechercher vraisemblablement dans la volonté des édiles de Samarobriva de doter leur ville d'un monument majestueux dont elle était jusque là dépourvue et assez rare dans la Gaule du nord. Les difficultés pour insérer le monument dans le tissu urbain obligèrent les constructeurs à opter pour un ovale très ramassé presque circulaire. Il pouvait accueillir entre 12 et 15 000 spectateurs. Il était sur sa façade orientale contigu au forum, les arcades sud de l'amphithéâtre prolongeaient la colonnade extérieure du forum long de 320 m renforçant l'aspect majestueux de l'ensemble. Cette disposition se retrouvait à Augusta Raurica (Augst). Le rez-de-chaussée s'élevait à 5 ou 6 m, il était surmonté d'un étage d'une hauteur identique surmonté d'un mur d'attique ou d'un portique. L'ensemble devait culminer à 20 m de haut environ. Le mur rectiligne de la façade orientale était inhabituel dans ce genre de construction. Peut-être abritait-il des escaliers desservant les étages supérieurs et une entrée d'honneur en communiquant avec le forum. On a daté sa construction entre la fin du Ier siècle date d'un incendie qui ravagea la ville et le milieu du IIe siècle. On sait qu'au Bas-Empire, l'amphithéâtre fut transformé en forteresse et ses ouvertures furent obturées par des maçonneries.

#### Les thermes

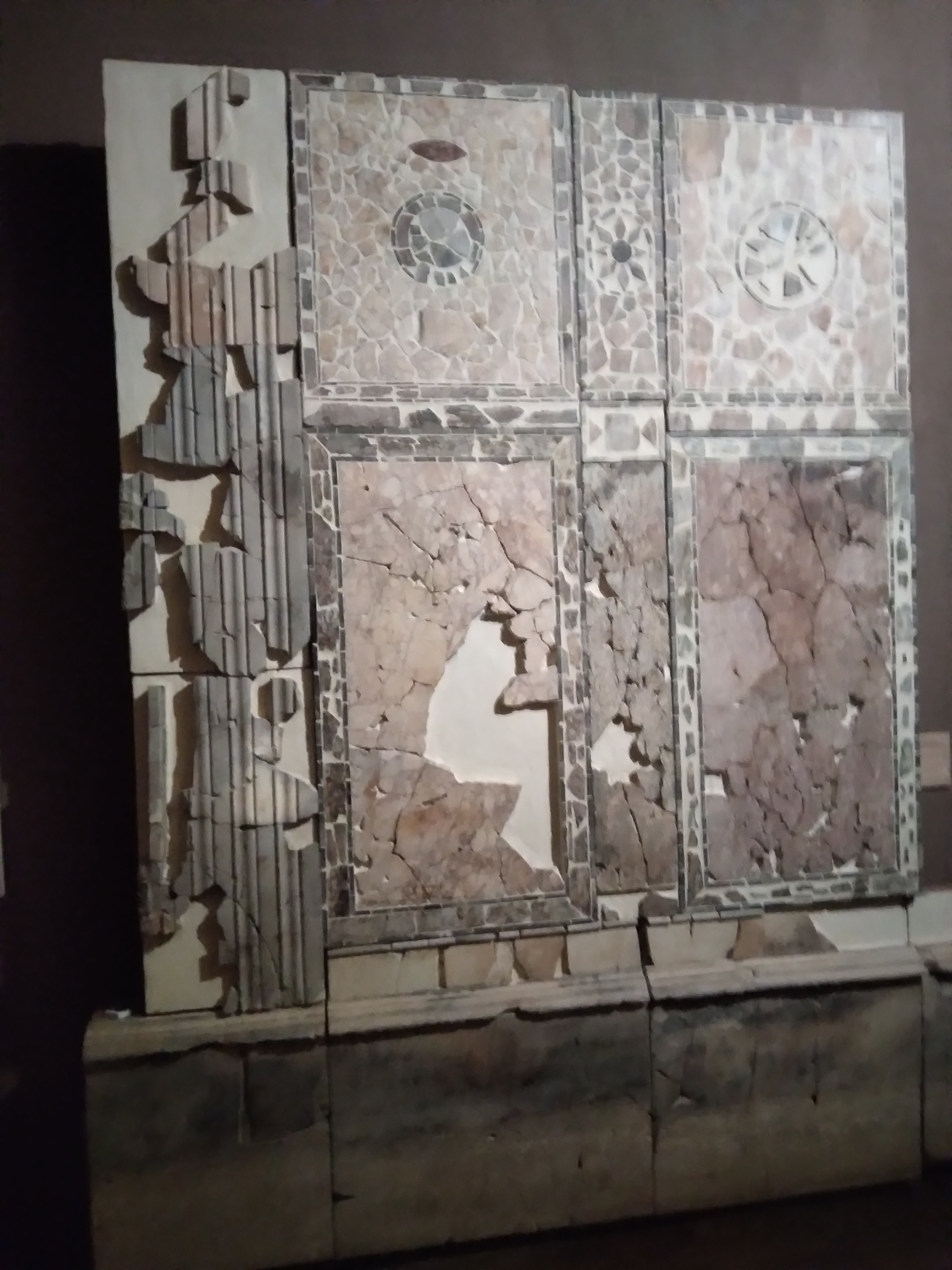
Décor mural des thermes de la rue Saint-Germain

Les thermes romains de la rue de Beauvais (les mieux connus), fouillés de 1949 à 1954 : les thermes primitifs datent du règne de Domitien (fin du Ier siècle). Ces thermes furent reconstruits et agrandis jusqu'à atteindre une superficie d'un hectare, au IIe siècle avec : une entrée monumentale, une cour bordée de portiques (la palestre) deux grandes salles avec piscines bordées de banquettes à l'ouest le frigidarium puis le tepidarium et le caldarium. Des vestiges d’aqueduc et de deux fours. Les autres salles sont difficiles à identifier. Ces thermes sont parmi les plus vastes de la Gaule sous le Haut-Empire. Ils furent abandonnés au milieu du IIIe siècle à cause des raids barbares ;
Les vestiges de thermes publics furent mis au jour lors des travaux de reconstruction des années 1950, rue Saint-Germain et rue Jeanne Natière, près de l'actuel beffroi. Sur une longueur de 60 m au minimum, ils se composaient de salles à hypocauste, un égout évacuait les eaux vers l'Avre.

#### Le théâtre
Les vestiges d'un grand théâtre romain antique de 120 m de diamètre, datant de la fin du Ier siècle ou du début du IIe siècle, ont été partiellement mis au jour en 2006 ont été en partie démontés lors des travaux de réaménagement du quartier de La Vallée (près de la Gare du Nord) en mars 2007. Ce théâtre fut édifié sur l'emplacement d'entrepôts détruits vers 120. Ont été mis au jour une partie des gradins qui pouvaient accueillir environ 5 000 spectateurs ;

#### Entrepôts
Les vestiges de huit entrepôts ont été mis au jour dans le quartier de La Vallée en 2006. Ces entrepôts furent construits vers 70 mais détruits vers 120. Longs de 35 m et large de 10, divisés en 14 pièces, ils représentaient une surface de stockage de 3 000 m2. Ces entrepôts orientés nord/sud étaient desservis par des ruelles parallèles avec trottoirs couverts et portique.

### Habitat
Différents vestiges d'habitat gallo-romain ont également été mis au jour :
- L'alignement de gros blocs de pierre retrouvés, de part et d'autre des chaussées des voies principales, sont les vestiges de bases de portiques qui bordaient les façades de maisons donnant sur la rue. Ces portiques reposaient sur des poteaux de bois surmonté d'un toit recouvert de tuiles protégeant ainsi les façades des maisons et les passants de la pluie. Il est possible que les maisons aient été dotées d'un étage[40].

- En 2000, lors des travaux de terrassement en vue de la construction d'un complexe cinématographique, une surface d'environ 1 800 m2 a été fouillée. On y a découvert une insula périphérique, à l'est de la ville antique, à proximité de la voie reliant Samarobriva à Augusta Suessionum (Soissons). Quelques tronçons de fossés et de nombreux trous de poteaux, creusés dans le terrain naturel, ont été retrouvés. Durant le deuxième quart du Ier siècle, ce secteur a servi de carrière comme en témoigne la présence de nombreuses fosses d'extraction de limon. Ce matériau était sans doute destiné à la construction des maisons. Les fosses ont servi dans ensuite temps de dépotoirs. Vers le milieu du Ier siècle, le secteur s'est urbanisé, onze ou douze parcelles dont une partie ne fut bâtie que vers les années 110-120 ont été identifiées. Une voie secondaire traversait l'insula du nord au sud. Cinq maisons bordaient directement cet axe de circulation, large de 4,50 m. D'autres propriétés étaient accessibles par des chemins en impasse, beaucoup plus étroits. Ce quartier fut abandonné vers la fin du IIe ou le début du IIIe siècle. Ces maisons étaient de structures légères : charpente en bois, murs en terre et couverture probablement en chaume. Les sols étaient en terre battue. Certaines habitations possédaient la même organisation : une pièce unique en façade avec à l'arrière une cour dans laquelle se trouvait un puits servant à l'alimentation en eau. Des indices retrouvés laissent à penser que ces demeures étaient occupées par de petits artisans, peut-être des métallurgistes. Le quartier était abandonné à la fin du IIIe siècle[41].Vestiges des domus du Coliseum.

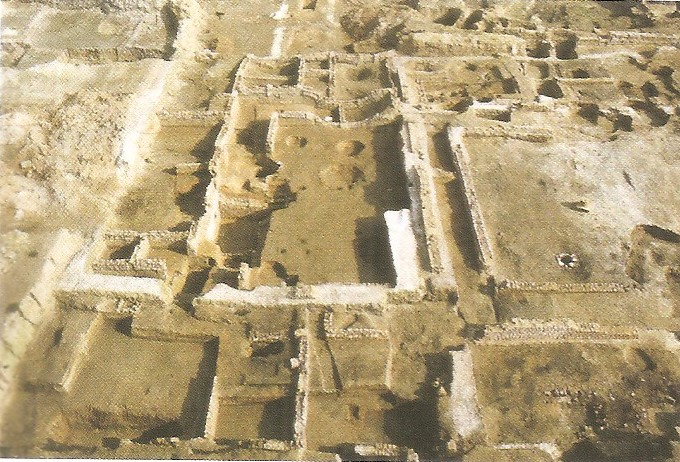
Vestiges des domus du Coliseum

- Des vestiges de domus, vastes demeures urbaines construites, pour de riches habitants, dans les insulae, selon un plan méditerranéen, autour d'une cour ou un jardin à péristyle, en bois et torchis jusqu'au IIe siècle. La décoration était faite de peintures murales et de plafonds en stuc. La taille de ces domus allait à Samarobriva de 450 à 2 800 m2. En 1992-1994, lors des travaux de construction du Coliseum, derrière la Maison de la culture, les vestiges de deux domus ont été mis au jour. Celles retrouvées en 2019, rue Gloriette (près de la gare du Nord), étaient situées de chaque côté d'une voie intérieure. On a mis au jour des éléments de galerie de 25 m de long donnant sur un jardin et des traces de foyer en brique. Ce quartier fut abandonné au IIIe siècle[14] ;

- Des quartiers suburbains ont été mis au jour dans le quartier du Petit-Saint-Jean, à Pont-de-Metz et dans le quartier de la citadelle. Les fouilles archéologiques entreprises en 2015 sur le chantier de construction de bâtiments de l'université de Picardie à la citadelle ont mis au jour les vestiges d'un quartier artisanal datant du Ier siècle, situé à l'ouest de la voie romaine menant à Gesoriacum, sur une superficie d'environ 7 ha. Le développement de ce quartier est à replacer dans le contexte de la conquête de la Bretagne à partir de 43. Les objets mis au jour lors des fouilles révèlent qu'il s'agissait d'un quartier d'artisans et de petits propriétaires possédant de la vaisselle de bronze, des céramiques importées, signes d'une relative aisance[42].

- À environ 2 km de la ville, retrouves les vestiges de villae (exploitations agricoles), comme à La Madeleine ou Saint-Acheul ou encore à Renancourt où des vestiges d'une villa qui fut occupée du dernier quart du Ier siècle av. J.-C. à la fin du Ier-début du IIe siècle, furent mis au jour. La superficie du domaine atteignait 10 ha au moins. Vers le milieu du Ier siècle, le site fut réaménagé : un bâtiment d'une longueur d’environ 70 mètres pour une largeur de 15 mètres furent construits. Des thermes privés étaient situés au nord-est du bâtiment auquel s'ajoutent vingt salles de différentes dimensions. La puissance des fondations suggère l'existence probable d’un étage, la superficie de l'édifice dépassait les de 2 000 m2. Des vestiges de bâtiments agricoles : cave, horreum ainsi qu'une tombe à incinération du IIIe siècle ont également été retrouvés. Les lieux furent abandonnés au plus tard au début du IIe siècle[43].

### Nécropoles
Des nécropoles, toujours situées à l’extérieur de l'agglomération chez les Romains ont été mis au jour. On les trouve à Samarobriva le long des voies romaines surtout à l'est et au sud de la ville. Quatre cents sépultures ont été découvertes.
- Sur les coteaux de la Selle, à Pont-de-Metz, ont été mis au jour, à la fin du XIXe siècle, des sarcophages de plomb, des fragments de statue, des inscriptions sur pierre et sur bronze. Ces importants vestiges laissent à penser qu'on avait là une nécropole attenante à un vicus péri-urbain[44]. La nécropole mise au jour au Mont-Thomas au sud de la ville était située à l'écart des grands axes de circulation. Les fouilles archéologiques de 2015 ont mis au jour à la citadelle, une importante nécropole des IIIe et IVe siècles[45].

- En 2000, à l'emplacement d'un quartier abandonné à la fin du IIIe ou au tout début du IVe siècle (à l'emplacement d'un complexe cinématographique), une nécropole fut mise au jour, une vingtaine de sépultures à inhumations a été découverte. Les défunts étaient enterrés en cercueil. Certaines sépultures renfermaient des offrandes (vases, bracelet en bronze, monnaie...)[41].

- Une nécropole des IIIe et IVe siècles, composée de plus de 200 tombes a été découverte en 2006 près de la gare du Nord, dans un quartier de la ville abandonné au Bas-Empire. Certaines tombes renfermaient du mobilier funéraire : bijoux en bronze, argent ou or, verrerie, vases, monnaies. La majorité de corps ensevelis dans des cercueils ne renfermaient aucun objet. L'absence de mobilier peut révéler un changement du mode d’inhumation à l'époque de la diffusion du christianisme à Amiens[45].

## Vestiges
La destruction systématique des vestiges de Samarobriva mis au jour aux XIXe et XXe siècles fait que peu de traces de la ville romaine sont visibles, dans le paysage urbain, aujourd'hui :
- des vestiges souterrains du forum sont visibles, place Gambetta, à travers deux hublots.
- de nombreuses pièces archéologiques trouvées lors de fouilles sont exposées au Musée de Picardie à Amiens :

### Statuette du dieu Priape

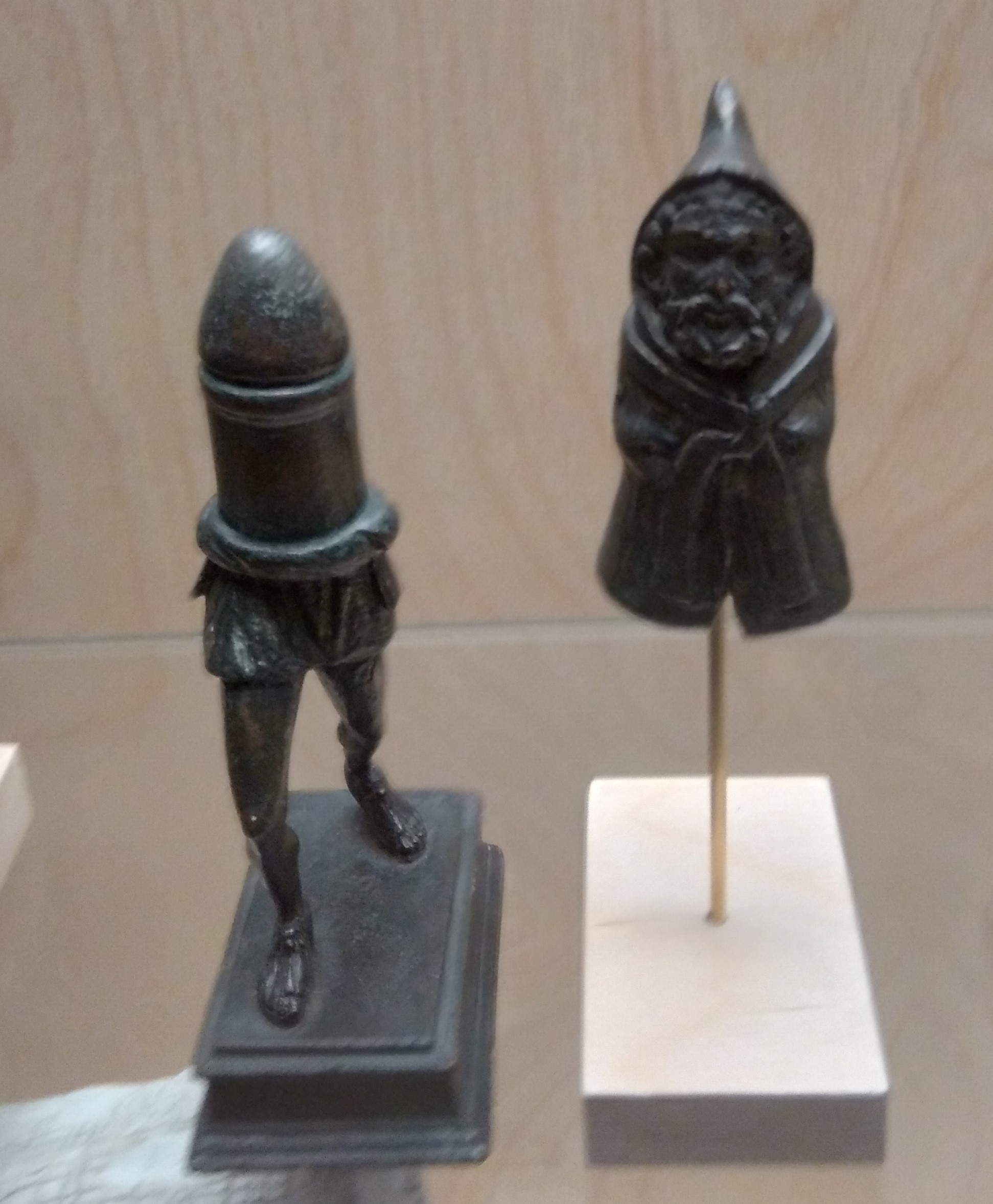

La statuette en bronze du dieu Priape du Ier siècle, divinité domestique des jardins et des campagnes symbolisant la fertilité, fut découverte à Rivery en 1771, dans une sépulture à incinération, dans un coffre cubique de 0,65 m de côté, formé de six pierres scellés par des agrafes en fer. Cette statuette se compose de deux parties : la partie supérieure, représentant le dieu la tête couverte d'un cucullus (manteau gaulois à capuchon), amovible permet de cacher un phallus.
La statuette était accompagnée d'une urne de verre (cinerarium ou ossuarium) contenant des cendres et des os d'oiseau calcinés, une monnaie cuivre de l'empereur Claude, une sonnette de bronze etc..

### Patère d'Amiens

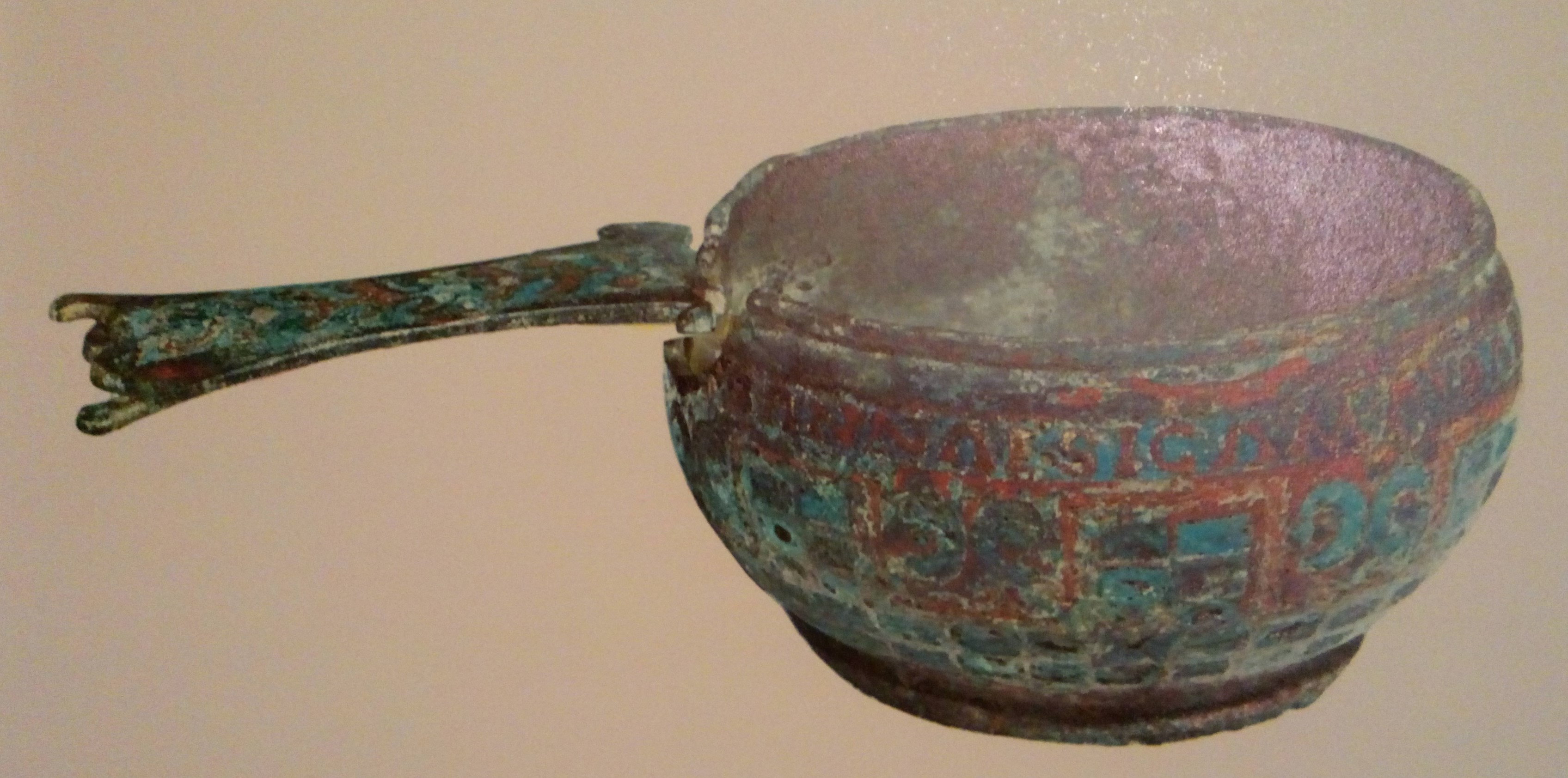

La Patère d'Amiens (seconde moitié du IIe siècle), découverte en 1949, dans les vestiges d'une habitation gallo-romaine, rue des Trois Cailloux, est une coupe en bronze d'un diamètre de 10 cm avec manche, recouvert d'émaux en champlevé. L'extérieur est ornée d'une inscription, énumération de six stations militaires de la via Militaris reliant les forts du secteur occidental du mur d'Hadrien protégeant la province de Bretagne contre les incursions des Pictes peuplant la Calédonie (Écosse). Au-dessous de l’inscription, sur la panse, une ligne crénelée rouge figure schématiquement un mur et ses sept tours formées chacune de quatre rectangles juxtaposés alternativement bleus et verts représentant une assise de maçonnerie.

### Stèles funéraires
Le musée de Picardie conserve plusieurs stèles funéraires des (IIe et IIIe siècles) :

#### La stèle au trois personnages

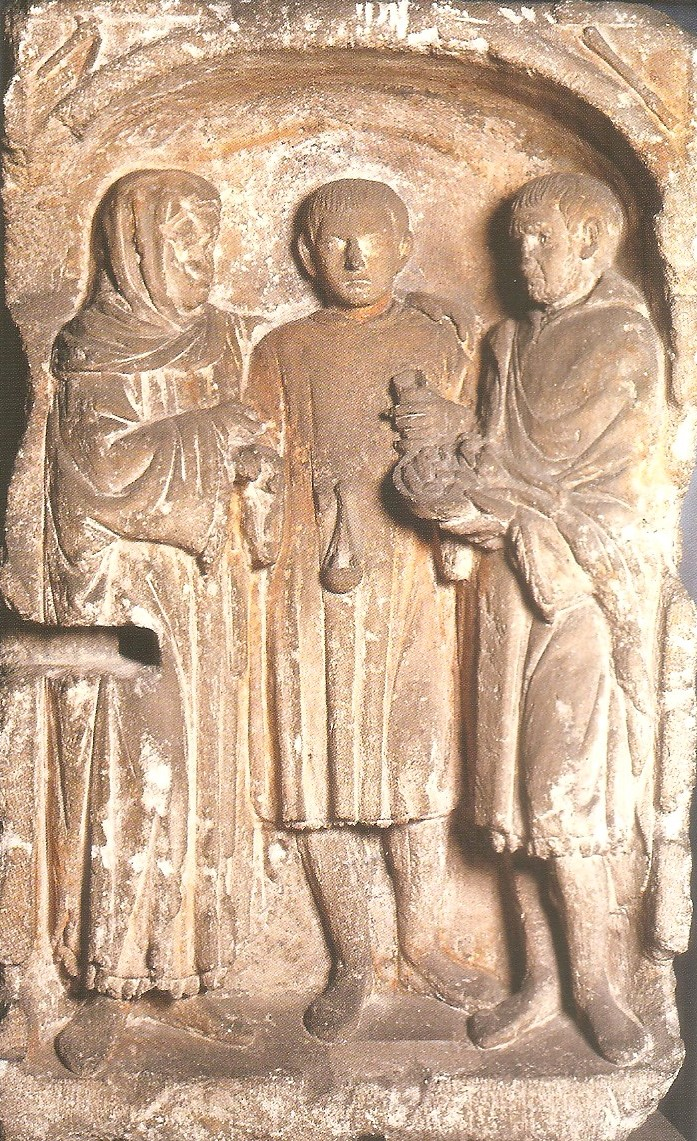
Stèle funéraire aux trois personnages (IIe siècle s.)

La stèle aux trois personnages a été retrouvée en 1882 en réemploi près de la muraille du IVe siècle, place du marché au Feurre. C'est la plus belle de la collection de stèles du musée. Elle daterait du règne de Trajan. Elle représente, logés au creux d'une niche. Trois personnages, membres vraisemblablement d'une même famille sont représentés : à droite, le père barbu, vêtu d'un manteau à capuchon, tient dans les mains une corbeille de fruits ; à gauche, la mère, vêtue d'un manteau dont un pan lui recouvre la tête, enserre son fils, au centre, de son bras gauche ; le jeune homme, entre le père et la mère, tient dans la main gauche un gobelet et à sa ceinture pend une bourse. Dans l'angle supérieur gauche de la stèle figure une ascia, dans l'angle supérieur droit, on voit une sorte de ciseau. Cette scène nous montre la tendresse d'une mère et d'un père pour leur fils défunt, par leur attitude et par les objets qu'ils lui offrent.

#### Les stèles de déesses-mères
- Une stèle montre une déesse-mère vêtue de deux tuniques, assise au creux d'une niche, tient sur les genoux une corbeille de fruits (ou de pain) ;
- une autre stèle présente une sculpture représentant une jeune femme vêtue d'une tunique, assise dans une niche, le pied sur un tabouret, tenant dans la main gauche une corbeille de fruits et de la main droite un chien qu'un enfant essaie de saisir ;
- la troisième stèle représente une femme assise, vêtue et chaussée avec quatre jeunes enfants a ses côtés ;
- une quatrième stèle nous montre une femme seule, les mains sur les genoux[50].

#### Autres stèles
- stèle de Flaminius Acurio ;
- stèle de M. Popillius Sodalis et de son épouse Medeticca Senicati découverte à Longueau.
- stèle de Satira Gracia avec gravée une dédicace par Gelos aux dieu Mânes de sa fille morte à l'âge de 18 ans ;

Un certain nombre de stèles funéraires retrouvées sont celles de militaires du IIIe siècle :
- stèle de Valerius Durio officier cataphractaire (cavalerie) ;
- stèle de Valerius Januarius, porte-enseigne d'un corps d'Ursariennses ;
- stèle de Valerius Justus, cavalier d'une schola provinciale ;
- stèle de Valeius Zurdigx, décurion (officier subalterne) cataphractaire ou de cavalerie d'auxiliaires[51] ;

### Mosaïques
Onze mosaïques ont été retrouvées à Amiens lors de fouilles archéologiques, elles datent pour la plupart de la fin du Ier siècle ou du début du IIe siècle s. Ce sont pour l'essentiel des œuvres d'ateliers de province :

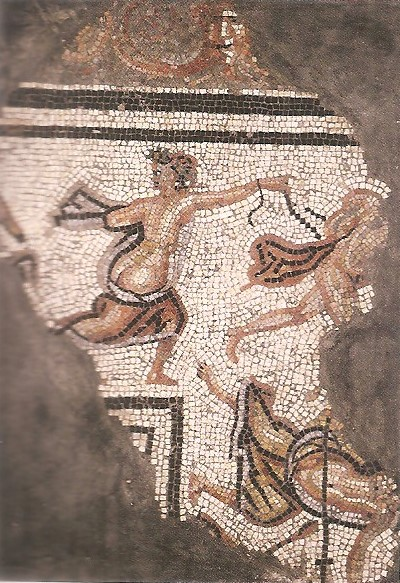
Mosaïque du triomphe de Dionysos (IIIe siècle s.)

- mosaïque à décor géométrique de la rue du Marché Lanselles, découverte en 1950. Elle reposait sur la suspensura d'un hypocauste ; son décor se compose de carré obliques, croisettes et svastika ;
- mosaïque à décor géométrique de la rue de la rue des Jacobins, mise au jour en 1856. Sur une forme rectangulaire, quatre damiers formé chacun d'un décor différent bordés de tresses et sont séparés par des bandes décorées de cercles concentriques, le tout entouré de carrés concaves ;
- mosaïque du triomphe indien de Dionysos (IIe – IIIe siècle) mise au jour sous le couvent des Ursulines en 1837, représentant une bacchante marchant, la tête couronnée de feuillage tenant devant elle un indien vaincu, les bras entravés dans le dos. C'est la mosaïque la plus originale retrouvée à Amiens jusqu'à ce jour[52].
- un fragment de cette mosaïque représente un homme demi-nu qui brandit un thyrse (ou une lance). Un autre fragment représente un Amour debout avec de chaque côté une guirlande de rose stylisée. Cette mosaïque est comparable à des mosaïques de Rhénanie.
- En 1960, fut découverte puis réenfouie, une mosaïque dont le décor est composé de méandres et de filets dentelés.
- Un décor beaucoup plus sobre de revêtement des sols a été retrouvé place de l'hôtel de ville et rue Flatters, formé de béton rose incrusté de cubes blancs et noirs disposés en croisettes.

### Statuettes et autres sculptures

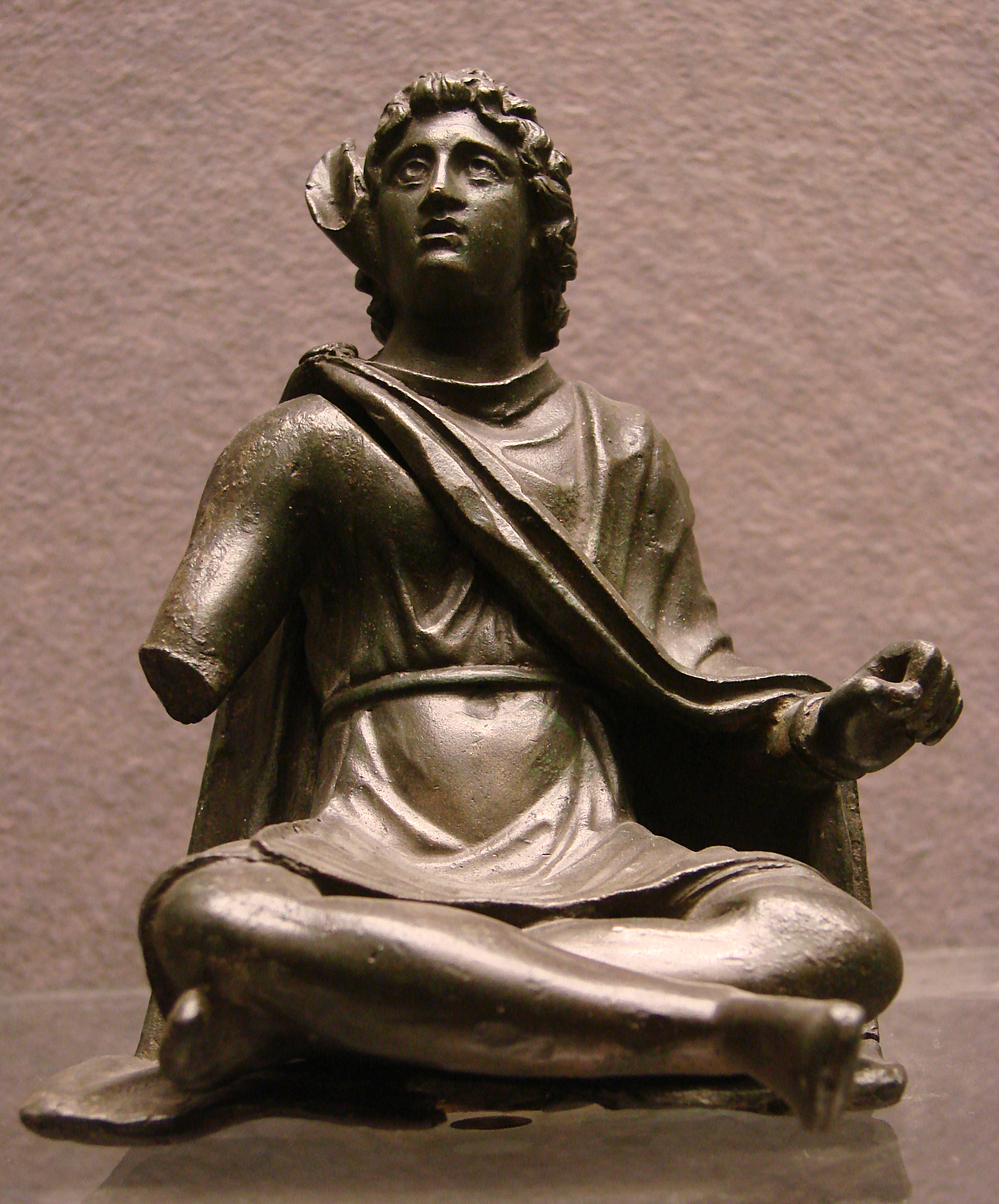
Divinité à oreille de cervidé

- Main votive apotropaïque en bronze et main en bronze votive sabaziaque liées à des cultes orientaux.
- Oscillum (élément de décor sculpté) représentant le dieu Pan.
- Statuette de déesse-mère allaitant deux enfants, en terre cuite de l'Allier mise au jour en 1950.
- Statuette d'une divinité gauloise à l'oreille de cervidé (Cernunnos ?) (fin Ier siècle).
- Statuette en bronze d'Hercule.
- Statuette en bronze de Jupiter Sabazios.
- Statuettes en bronze de Mercure.
- Statuette de Vénus en terre cuite de l'Allier.
- Statuette de Vénus en terre blanche moulée trouvée dans le quartier de Saint-Acheul, en 1978.

### Mobilier funéraire
- Sarcophages en pierre et en plomb.
- vaisselle en céramique dont un gobelet à couverte métallescente des ateliers de Cologne (fin IIe-début IIIe s.) ;
- verreries dont un carchesium (coupe) des ateliers de Cologne ;
- pièces de monnaie etc.

### Autres objets

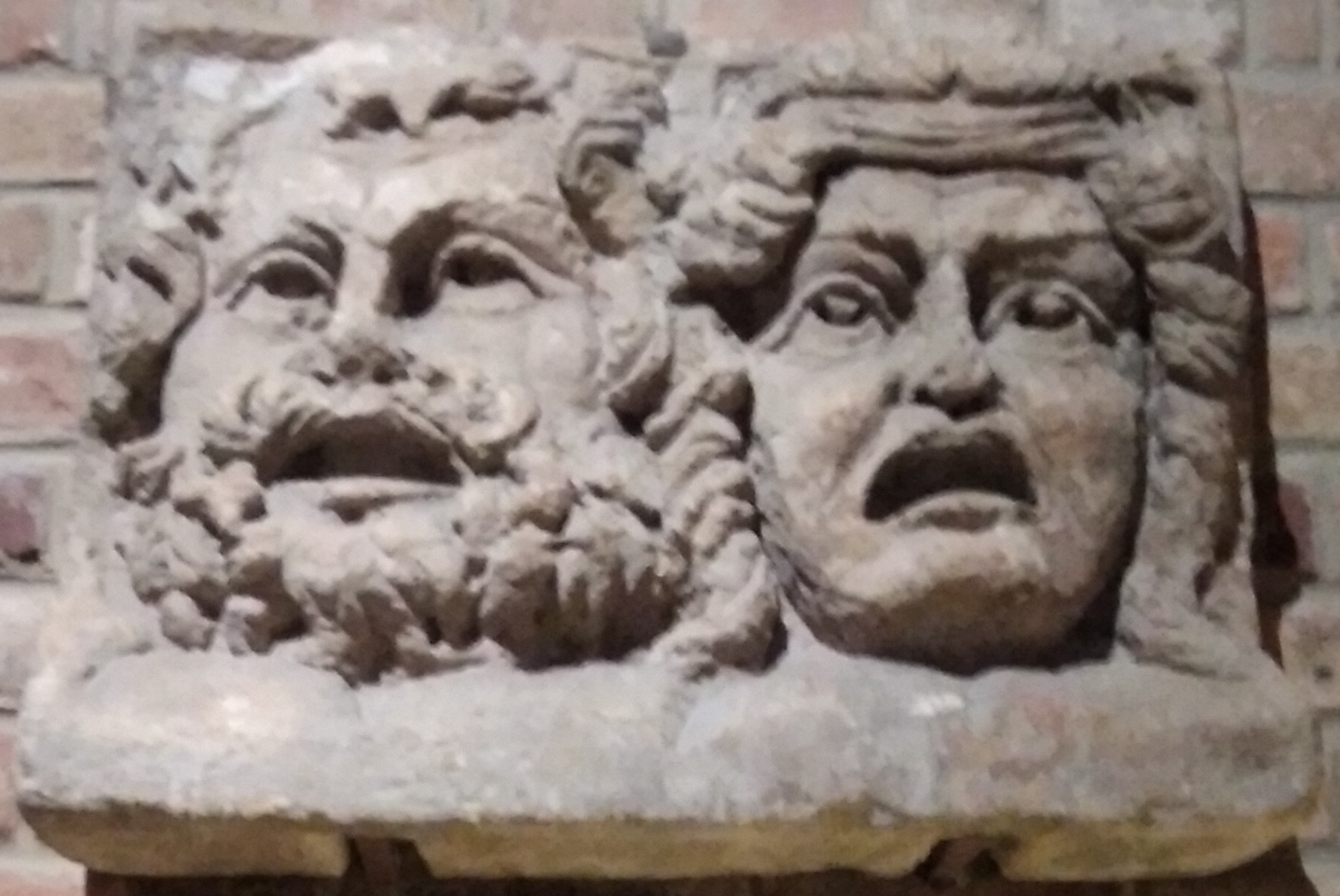
Bas-relief aux masques de théâtres

- Sculpture représentant deux masques de théâtre (IIe siècle).
- Fragments d'enduits peints ;
- Borne miliaire trouvée à Longueau ;
- Meule à grains ;
- Blocs de colonne ;
- Chapiteaux ;
- Série de bouteilles cylindriques etc.

## Personnages liés à l'histoire de la cité
- Jules César (100-44 av. J.-C.).
- Magnence (303-353), usurpateur du titre impérial du 18 janvier 350 au 11 août 353.
- Martin de Tours (316-397).
- Valentinien Ier (321-375).
- Gratien (359-383).

## Samarobriva dans les œuvres de fiction
- Dans la bande dessinée Asterix chez les Belges, par René Goscinny et Albert Uderzo, Obelix, le compagnon d’Asterix, déclare avoir démoli une auberge à Samarobriva.